# コカ・コーラ エナジー
コカ・コーラ エナジ－（Coca-Cola ENERGY）は、コカ・コーラシステムが発売しているエナジードリンク。

## 概要
2019年5月28日、東京都内で行われた"コカ・コーラ2019年夏季戦略発表会"で、2019年4月以降既にヨーロッパ各国で販売していたコカ・コーラのエナジードリンクを日本でも発売することと、概要が発表された。コカ・コーラブランドでは初のエナジードリンクである。「SPREAD YOUR POSITIVE ENERGY」というコンセプトを掲げ、ターゲットは18歳〜35歳までの若年層としている。
日本での販売にあたり、日本コカ・コーラはこのように語っている。
日本でエナジードリンクは継続して売上を伸ばし続けている高収益市場であり、このような現状も新商品投入の背景の一つとされている。炭酸飲料とエナジードリンクの飲用者の多くは併飲する者が多いという点にも着目された。

## 製品概要・デザイン
日本では250ml缶と190ml缶のものが製造及び販売されており、190ml缶の方は自動販売機の限定商品となっている。缶のデザイン色は天面も含め赤である。スーパーマーケットやコンビニエンスストアでの視認性を高める為、エナジードリンクだと一目で分かる様に“ENERGY”の文字が大きく表記され、コカ･コーラのロゴマーク上にデザインされている。ウェーブを描いた曲線を全体に配しているが、これはENERGYの文字やコカ･コーラブランドが持つポジティブさがロゴマークから伝播するようにイメージしたもの。

## プロモーション
テレビコマーシャル（CM『誕生』篇：世界共通CMの15秒・ローカライズ版）が制作された他、東京・大阪市・名古屋市・福岡市・札幌市では屋外広告を掲示。スマートフォンアプリ「Coke ON」をインストールしてる者に向けたキャンペーンなども発売直後に行った。